# Фінансова допомога при придбанні цінних паперів
Фінансова допомога при придбанні цінних паперів — це допомога, яку надає акціонерне товариство для придбання цінних паперів, випущених цим товариством. Закон України «Про акціонерні товариства» забороняє надання такої допомоги. Це положення законодавства України є подібним до обмежень на фінансову допомогу, які існують у праві країн ЄС. Ці обмеження, в свою чергу, ґрунтуються на Другій Директиві ЄС з права компаній. Однак між законодавством України та законодавством країн ЄС в цій сфері існують також значні відмінності.
В Україні існує повна заборона на надання будь-яким акціонерним товариством (публічним або приватним) фінансової допомоги для придбання випущених товариством акцій, а також будь-яких інших цінних паперів, емітованих товариством. Заборона включає такі форми фінансової допомоги як позика і порука.

## Порівняльно-правова довідка
В країнах-членах ЄС замість заборони існує обмеження на надання фінансової допомоги публічними акціонерними товариствами або їх дочірніми підприємствами.  Розмір допомоги не може перевищувати величини розподілюваних резервів (distributable reserves) публічного товариства.  Деякі країни ЄС поширюють обмеження також і на приватні компанії, при чому предметом обмеження стають не лише акції, але і депозитарні розписки, випущені компанією.
Допомога може надаватись у різноманітних формах. Найпоширенішою формою є поручительство, гарантія, інші форми забезпечення на користь третьої особи, яка завдяки отриманому забезпеченню набуває можливості отримати кредит, або безпосереднє надання позики третій особи, яка придає акції компанії із використанням таких позичених коштів. Взагалі будь-яка транзакція між компанією і третьою особою, яка зменшує вартість чистих активів компанії, може розглядатись як фінансова допомога.
Мета обмеження на фінансову допомогу полягає в захисті інтересів кредиторів і міноритарних акціонерів компанії. Якщо покупець не має коштів для придбання компанії, хоча вільні кошти є у самій компанії, передача цих коштів покупцю з метою набуття ним контроля над компанією мала би негативний ефект щодо тих учасників корпоративних відносин за участю компанії, які не можуть вплинути на прийняття нею рішень, тобто на кредиторів і міноритаріїв.

## Критика
"Правило про заборону на надання фінансової допомоги для придбання власних акцій, - пише Пол Дейвіс, провідний британський автор з права компаній, - зовсім не становить славетну сторінку в історії британського корпоративного права". "Мета цієї заборони сформульована недостатньо переконливо, а його дія на практиці здатна вивести поза правове поле правочини, які, з якого б кута зору на них не подивитись, не можуть завдати шкоди будь-якому суспільно важливому інтересу. Правило чинило опір будь-якому реформуванню, направленному на виключення із сфери його застосування нейтральних транзакцій".
В Законі Великої Британії 2006 р. "Про компанії" глава, присвячена формулюванню правила про заборону на фінансову допомогу, а також виключенням з нього, складається із 7 статей загальним обсягом майже 2000 слів. "Мабуть, більше зусиль було покладено на формулювання саме цієї глави, ніж будь-якої іншої глави закону" - зазначає П.Дейвіс. 
Еліс Ферран називає "величезними" суми коштів, які компанії витрачають щороку для оплати юридичних і фінансових консультацій з фінансової допомоги.

## Наслідки для України
Є маловірогідними суттєві проблеми для компаній в Україні у зв’язку із дією заборони на надання фінансової допомоги. Заборона сформульована надто вузько і залишає відкритими очевидні шляхи для її уникнення. Наприклад, закон не забороняє третім особам отримати фінансову допомогу від підконтрольної акціонерному товариству компанії. Багато акціонерних товариств мають залежні компанії або можуть створити дочірнє підприємство спеціально для фінансування придбання власних акцій. Необхідне фінансування буде спрямоване на формування або поповнення капіталу залежної компанії, після чого залежна компанія зможе надати отримане фінансування третій особі, яка за рахунок цих коштів на цілком законних підставах придбає акції контролюючого акціонерного товариства.
Позика або поручительство зовсім не є виключними способами надання допомоги. Більше того, позика визнається найменш обтяжливою для товариства формою допомоги, оскільки позичальник зобов’язується повернути товариству отриману позику і сплатити процент за користування нею. 
Натомість закон не забороняє домовленостей між продавцем і покупцем акцій товариства, відповідно до яких товариство надає можливість покупцю його акцій безкоштовно користуватись власними ресурсами або ресурсами залежних від товариства компаній. Наприклад, контролюючий акціонер товариства бажає організувати так звану дата рум - кімнату, в якій будуть зібрані важливі для діяльності товариства документи, і надати можливість покупцю акцій ознайомитись із документами в цій кімнаті для того, щоб сформувати інформоване уявлення про товариство. Послуги консультантів з організації дата рум (переклад назв документів англійською мовою, їх індексація, сканування, адміністрування тощо) можуть бути сплачені самим товариством, яке також безкоштовне надасть можливість розмістити копії документів у належному товариству приміщенні. Всі ці дії є нічим іншим ніж привласненням контролюючим акціонером ресурсів товариства на власну користь з метою зменшення власних витрат на пошук покупця належних йому акцій. Тим не менше, саме цих дій закон не забороняє, оскільки не включає до обсягу поняття фінансової допомоги подарунки (у нашому прикладі - можливість безкоштовно користуватися приміщенням дата рум) або витрати товариства з метою сприяння третій особі у придбанні акцій товариства. 
Недавня справа англійського Апеляційного Суду Chaston v SWP Group plc є прикладом протилежного підходу. Директор компанії, м-р Частон, був визнаний персонально відповідальним перед компанією за суму коштів, які дочірнє підприємство компанії сплатило за підготовку  юридичного і аудиторського звітів про діяльність компанії. Звіти були надані покупцю акцій - компанії SWP Group plc під час переговорів з контролюючим акціонером компанії щодо придбання її акцій.